# John F. Kennedy als Namensgeber
Die Liste der nach John F. Kennedy benannten Objekte führt verschiedene Objekte (Institutionen, Straßen, öffentliche Plätze usw.) auf, die nach dem amerikanischen Präsidenten John F. Kennedy (1917–1963) benannt sind.

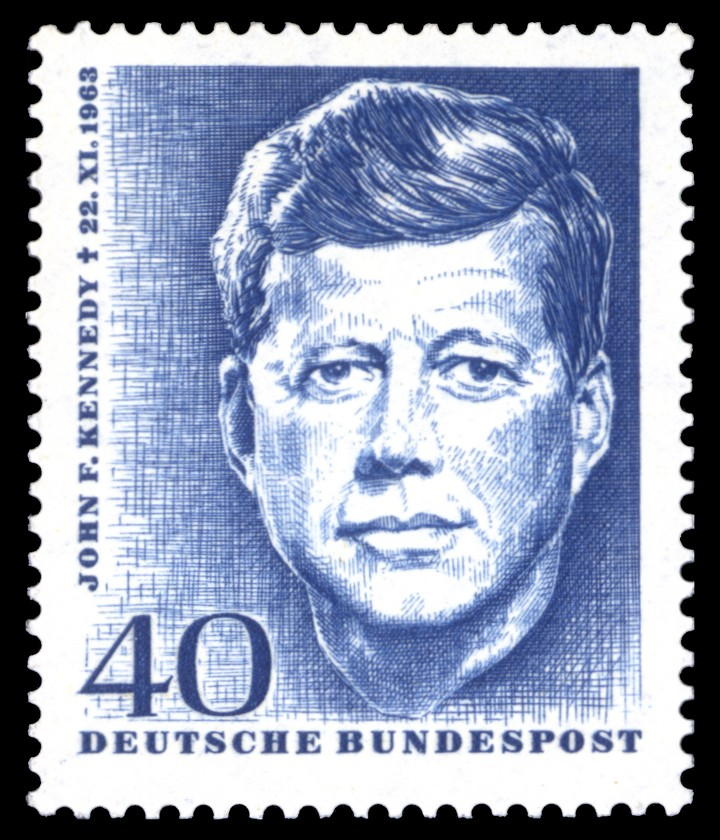
Briefmarke der Deutschen Bundespost zum ersten Todestag

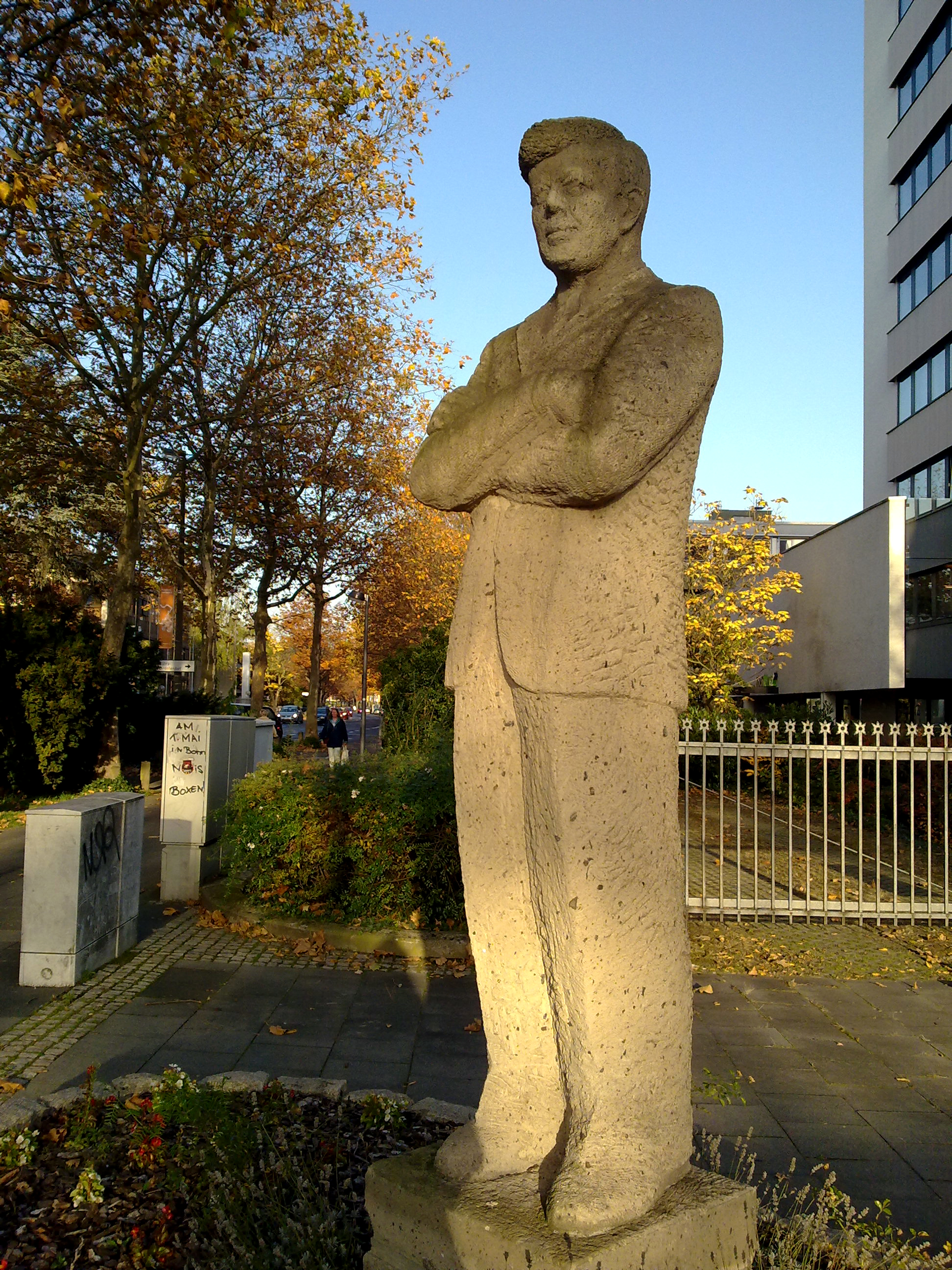
Kennedy-Statue in der Bonner Kennedyallee

## Institutionen
- John F. Kennedy International Airport, Flughafen, New York City
- John F. Kennedy Space Center (KSC), NASA-Weltraumbahnhof auf Merrit Island, Florida
- John-F.-Kennedy-Institut für Nordamerikastudien, Berlin
- John F. Kennedy Center for the Performing Arts, Washington DC
- John-F.-Kennedy-Schule Deutsch-Amerikanische Gemeinschaftsschule, Berlin
- Harvard Kennedy School, Harvard University
- The Kennedys (Museum), Berlin

## Plätze
- John-F.-Kennedy-Platz in Berlin (der Platz vor dem Rathaus Schöneberg, Ort der Berliner Rede von John F. Kennedy am 26. Juni 1963; bis 1963 Rudolph-Wilde-Platz), Braunschweig, Dachau und Landshut
- Kennedyplatz in Augsburg, Darmstadt, Gelsenkirchen und Kaiserslautern
- Präsident-Kennedy-Platz in Bremen
- Kennedyplatz (Darmstadt)
- Kennedyplatz (Essen)
- Kennedypark (Aachen)

## Brücken und Tunnel
- John-F.-Kennedy-Brücke in München (zum Zeitpunkt der Ermordung Kennedys im Bau befindlich, liegt oberhalb des Englischen Gartens)
- John F. Kennedy Boulevard Bridge über den Schuylkill River in Philadelphia, Pennsylvania
- John F. Kennedy Memorial Bridge über den Ohio zwischen Louisville, Kentucky und Jeffersonville, Indiana und über den Beaver River zwischen Beaver Falls und Eastvale, jeweils in Pennsylvania (auch Eastvale Bridge)
- Kennedybrücke über den Rhein in Bonn
- Kennedybrücke und Sturmflutsperrwerk über die Geeste in Bremerhaven
- Kennedybrücke über die Alster in Hamburg
- Kennedybrücke über den Wienfluss in Wien
- Kennedy Bridge in Mankato, Minnesota und Chester County, Pennsylvania
- Kennedybrücke (Niamey), dort bis 2011 die einzige Brücke über den Niger
- Kennedytunnel in Antwerpen
- Pont Kennedy in Lüttich

## Straßen
Deutschland:
- John-F.-Kennedy-Allee in Wolfsburg und Pattonville (Kreis Ludwigsburg)
- John-F.-Kennedy-Ring in Schweinfurt und Forchheim
- John-F.-Kennedy-Straße z. B. in Zweibrücken, Hanau-Großauheim, Heilbronn, Mainz-Hartenberg-Münchfeld, Lehrte, Algermissen, Schöneck/Hessen, Wertheim, Wiesbaden, Fürth und auch in Worms
- J.-F.-Kennedy-Straße z. B. in Göppingen und Kassel-Harleshausen
- Kennedyallee (Frankfurt am Main)
- Kennedyallee (Bonn)
- Kennedydamm, Düsseldorf
- Kennedydamm (Hildesheim)
- Kennedystraße z. B. in Oldenburg
- Kennedy-Ufer in Köln
- Kennedyboulevard in der ehemaligen US-Kaserne in Bamberg

Weitere:
- Kennedy-Straße in Peristeri, Griechenland
- Kennedy Caddesi in Istanbul, Türkei
- улица Џон Кенеди (John Kennedy Straße) in Skopje, Mazedonien
- Avenue John F. Kennedy in Luxemburg-Stadt sowie in Ettelbrück (Luxemburg)
- Avenue du Président Kennedy in Paris, Frankreich
- John F. Kennedy Memorial Highway, Vereinigte Staaten

## Häuser
- Das Geburtshaus von John F. Kennedy in Brookline (Massachusetts) ist eine National Historic Site, die John Fitzgerald Kennedy National Historic Site
- John-F.-Kennedy-Haus in Darmstadt
- Villa Kennedy, ein Hotel in Frankfurt am Main

## Schiffe
- John F. Kennedy, US-amerikanischer Flugzeugträger
- John F. Kennedy, US-amerikanischer Flugzeugträger
- John F. Kennedy, US-Fährschiff

## Geografisches
- Cape Kennedy (1963–73), Küstenabschnitt in Florida. Heißt seit 1973 wieder Cape Canaveral
- John-F.-Kennedy-Arboretum, Irland
- Kennedy Island, Salomonen
- Kennedy-Viertel in Oldenburg
- Pont Kennedy, Stadtviertel in Niamey in Niger

## Veranstaltungen
- John F. Kennedy-Gedenkmarsch
- Kennedy-Preis